# Денвиль (кантон)

Кантон Денвиль в составе округа

Денвиль (фр. Dainville) — упраздненный кантон во Франции, регион Нор-Па-де-Кале, департамент Па-де-Кале. Входил в состав округа Аррас.
В состав кантона входили коммуны (население по данным Национального института статистики Архивная копия от 17 декабря 2011 на Wayback Machine за 2008 г.):
- Ак (442 чел.)
- Анзен-Сен-Обен (2 788 чел.)
- Денвиль (5 444 чел.)
- Дюизан (1 174 чел.)
- Марей (2 428 чел.)
- Мон-Сен-Элуа (1 011 чел.)
- Рокленкур (789 чел.)
- Сент-Катрин-ле-Аррас (3 437 чел.)
- Экюри (411 чел.)
- Этрен (332 чел.)

## Экономика
Структура занятости населения:
- сельское хозяйство — 1,5 %
- промышленность — 11,8 %
- строительство — 13,1 %
- торговля, транспорт и сфера услуг — 44,8 %
- государственные и муниципальные службы — 28,7 %

## Политика
На президентских выборах 2012 г. жители кантона отдали Николя Саркози в 1-м туре 30,1 % голосов против 29,3 % у Франсуа Олланда и 17,1 % у Марин Ле Пен, во 2-м туре в кантоне победил Саркози, получивший 51,9 % голосов (2007 г. 1 тур: Саркози — 31,0 %, Сеголен Руаяль — 24,3 %; 2 тур: Саркози — 54,4 %). На выборах в Национальное собрание в 2012 г. по 2-му избирательному округу департамента Па-де-Кале они поддержали кандидата левых сил, члена Социалистической партии Жаклин Маке, набравшую 41,4 % в 1-м туре и 54,3 % во 2-м туре. (2007 г. 1 тур: Мишель Циолковски (СНД) — 39,0 %, 2 тур: Катрин Жениссон (СП) — 52,3 %). На региональных выборах 2010 года в 1-м туре победил список социалистов, собравший 35,3 % голосов против 20,2 % у списка «правых» и 15,4 % у Национального фронта. Во 2-м туре единый «левый список» с участием социалистов, коммунистов и «зелёных» во главе с Президентом регионального совета Нор-Па-де-Кале Даниэлем Першероном получил 52,8 % голосов, «правый» список во главе с сенатором Валери Летар занял второе место с 28,7 %, а Национальный фронт Марин Ле Пен с 18,4 % финишировал третьим.
|  | Кандидат             | Партия                  | % голосов |
|  | -------------------- | ----------------------- | --------- |
|  | Франсуаза Россиньоль | Социалистическая партия | 51,05     |
|  | Винсан Зьелински     | Национальный фронт      | 20,97     |
|  | Николя Бланшар       | Новый центр             | 17,55     |
|  | Мартьяль Буке        | Зеленые                 | 10,43     |

|  | Кандидат             | Партия                    | % голосов |
|  | -------------------- | ------------------------- | --------- |
|  | Франсуаза Россиньоль | Социалистическая партия   | 63,39     |
|  | Даниель Дамар        | Союз за народное движение | 36,61     |